# Palazzo Avitaja

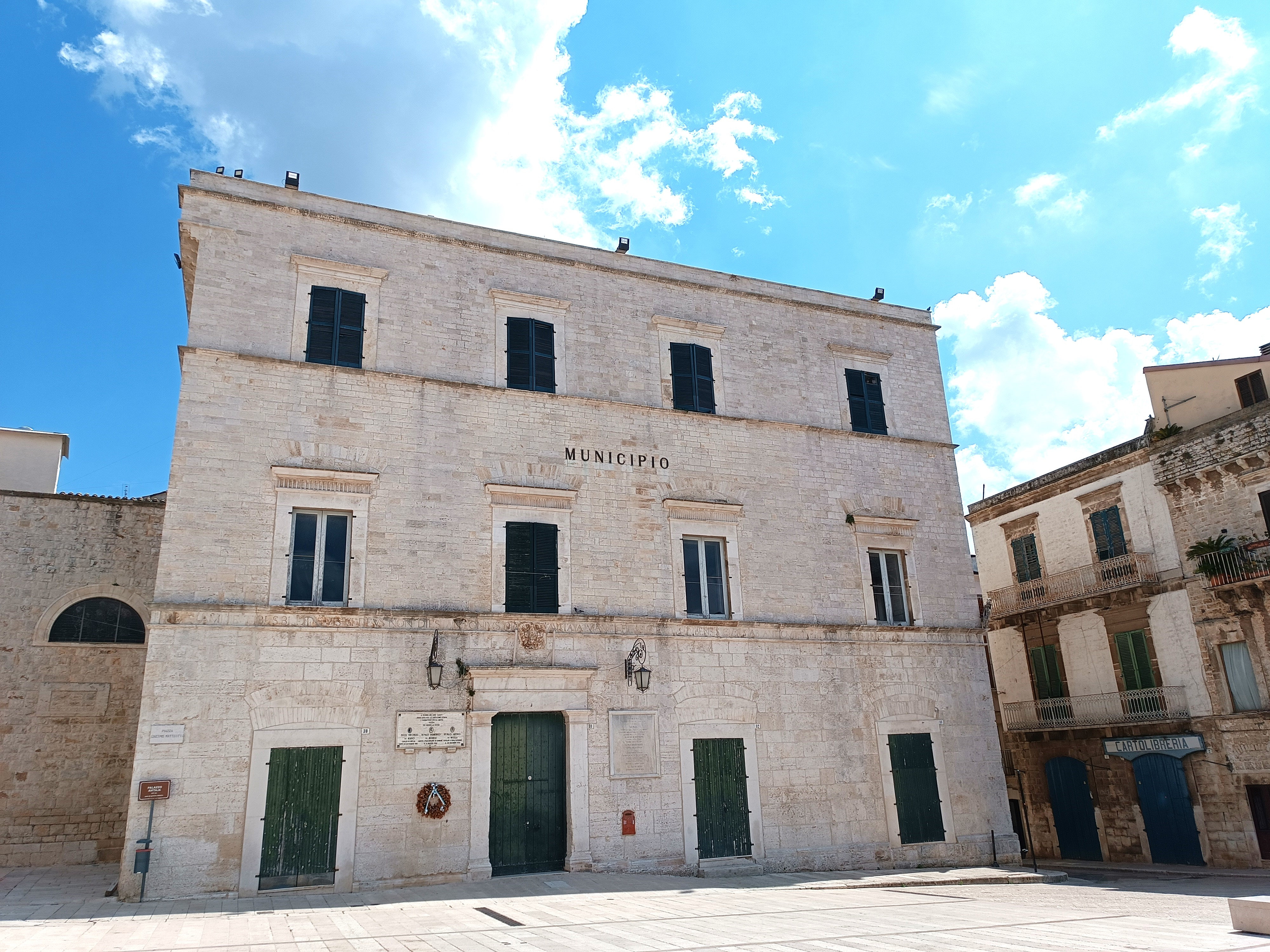
Palazzo Avitaja in Ruvo di Puglia

Der Palazzo Avitaja ist ein Palast aus dem 17. Jahrhundert in Ruvo di Puglia in der italienischen Region Apulien. Er liegt an der Piazza Giacomo Matteotti. Heute ist dort der Sitz der Gemeindeverwaltung.

## Geschichte
Der Palast wurde zwischen dem Ende des 16. Jahrhunderts und der Mitte des 17. Jahrhunderts im Auftrag des Humanisten Antonio Avitaja erbaut. Über den Bauzeitraum gibt die Inschrift an der Fassade Auskunft.

## Beschreibung
Die Fassade ist sehr einfach, aber auch ernst. Sie ist durch Gesimse horizontal in drei Teile geteilt. Im Erdgeschoss sind vier Türen angebracht; das Haupttor ist zwischen zwei Pilaster eingesetzt, die nach oben in Kapitelle auslaufen und über denen ein Architrav sitzt, der das Familienwappen trägt. In den beiden darüber liegenden Stockwerken befinden sich je vier Fenster, die ebenfalls mit Architraven versehen sind. In Erdgeschoss, auf beiden Seiten des Haupttores, sind zwei Steintafeln eingesetzt, auf denen die drei Bewohner der Gemeinde geehrt sind, die im Zweiten Weltkrieg gefallen sind, sowie die Italiener, die in der Schlacht bei Dogali umkamen.
Im Inneren liegen im ersten Obergeschoss die Aula des Bürgermeisters und der Ratssaal, Aus dem Erdgeschoss gelangt man über eine Triumphtreppe, die mit Halbreliefen dekoriert ist, ins Obergeschoss.